# Мокшагундам Висвесварая

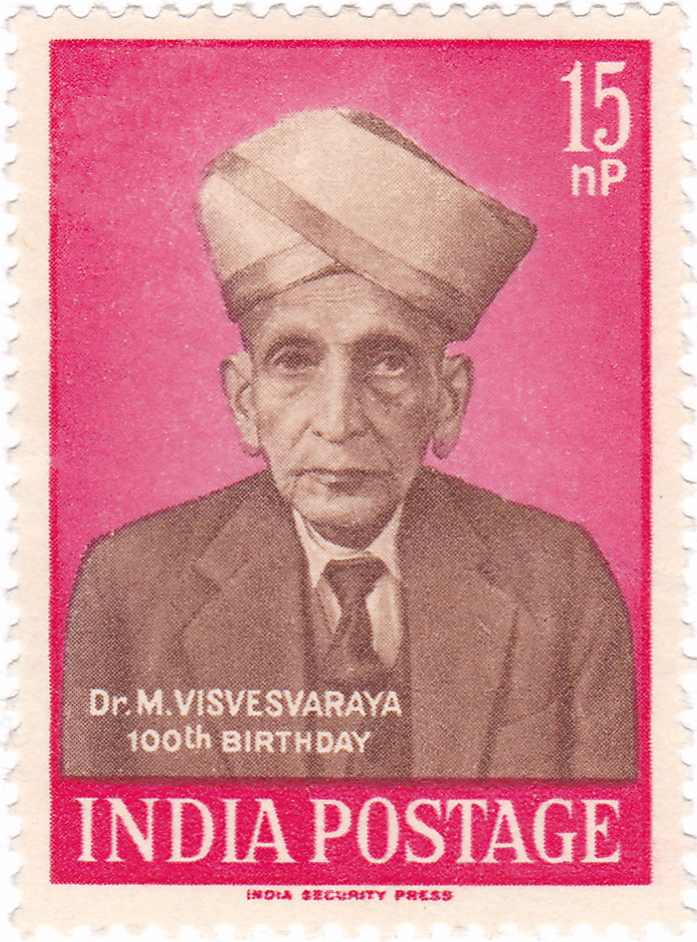
Почтовая марка Индии 1960 года

Сэр Мокшагундам Висвесварая (хинди मोक्षगुंडम विश्वेश्वरय्या; англ. Mokshagundam Visvesvaraya; 15 сентября 1861, дер. Мудденахалли, округ Колар, Британская Индия — 14 апреля 1962, Бангалор, Индия) — индийский инженер-строитель, гидротехник, изобретатель. Диван (первый министр) Майсура (1912—1918). Член Индийской академии наук. Доктор наук.

## Биография
Родился в семье Брахмана. В 1881 году окончил Мадрасский университет, затем Инженерный колледж в Пуне.
Работал в Департаменте общественных работ Бомбея, позже был приглашён в Индийскую ирригационную комиссию. Создал чрезвычайно сложную систему орошения в районе Декана. Разработал и запатентовал систему автоматического закрытия/открытия водосливов. Впервые они были установлены в 1903 году на водохранилище Хадаквасла в Пуне. Особенность этих перекрытий заключалась в том, чтобы максимально поднять уровень воды во время прилива, не подвергая опасности плотину. Из-за успеха этих изобретений такие же самые были применены на плотине Тигра в Гвалиоре и плотине Кришна Раджа Сагар в Майсуре. 
Висвесварая прославился, также когда разработал систему защиты от наводнений в Хайдарабаде. Участвовал в разработке метода защиты гавани Вишакхапатнам от волновой эрозии.
В 1906–1907 годах правительство Индии отправило его в Аден для изучения систем водоснабжения и дренажа. Подготовленный им проект был успешно реализован в Адене.
В 1912 году был назначен диваном (первым министром) княжества Майсур, одного из самых крупных и важных княжеств Индии. При поддержке махараджи Майсура Кришнараджи Вадияра IV на этом посту внёс большой вклад в общее развитие государства. Ему обязаны своим существованием и активным ростом не только плотина Кришна Раджа Сагар, но и аналогичные проекты в Шиванасамудре, сталелитейный завод в Бхадравати,  Университет Майсура и многие другие промышленные компании и общественные учреждения. Он участвовал в создании Государственного инженерного колледжа в Бангалоре в 1917 году, одной из первых инженерных школ страны. Позже это учреждение было названо в честь его основателя. 
15 сентября 2018 года в честь 158-летия, Висвесварая был отмечен дудлом Google.